# Stjörnuvöllur
Le Stjörnuvöllur, aussi appelé Samsung völlurinn en raison de sponsoring, est un stade à multi-usages basé à Garðabær, en Islande. Il est principalement utilisé pour les rencontres de football. 
L'enceinte a une capacité de 2 300 places.
C'est le club du Stjarnan Gardabaer qui y dispute ses rencontres à domicile lors du championnat de football islandais.